# Acridotarsa satyrodes
Acridotarsa satyrodes är en fjärilsart som beskrevs av Edward Meyrick 1910. Acridotarsa satyrodes ingår i släktet Acridotarsa och familjen äkta malar. Inga underarter finns listade i Catalogue of Life.